# 国際ジャーナリスト連盟
国際ジャーナリスト連盟（こくさいジャーナリストれんめい、英語：International Federation of Journalists、略称：IFJ）は、ベルギーのブリュッセルに本部を置くジャーナリストの国際的な労働組織の一つである。

## 概要
各国のジャーナリストによって組織されている。

## 組織
地域事務所が、ヨーロッパ（本部に併設）、ラテンアメリカ（カラカス）、アジア太平洋（シドニー）、アフリカ（セネガル）、日本（東京）に設置されている。また、大会は3年1度開催されている。

## 日本の加盟組合
日本からは3組織が加盟している。
- IFJメディアフォーラムジャパン（IFJ）
- 日本新聞労働組合連合（新聞労連）
- 日本民間放送労働組合連合会（民放労連）